# Ворик (Нью-Йорк)
Ворик, або Ворвік (англ. Warwick) — місто в США, в окрузі Орандж штату Нью-Йорк. Населення — 32 027 осіб (2020).

## Географія
Місто Ворвік розташовене в південній частині округу Орандж.

## Демографія
Згідно з переписом 2010 року, у місті мешкало 32 065 осіб у 11 835 домогосподарствах у складі 8436 родин. Було 12982 помешкання
Расовий склад населення:
| - 88,4 % — білих - 5,1 % — чорних або афроамериканців - 1,5 % — азіатів - 0,3 % — корінних американців - 2,6 % — осіб інших рас |

До двох чи більше рас належало 2,1 %. Частка іспаномовних становила 10,2 % від усіх жителів.
За віковим діапазоном населення розподілялося таким чином: 23,4 % — особи молодші 18 років, 62,8 % — особи у віці 18—64 років, 13,8 % — особи у віці 65 років та старші. Медіана віку мешканця становила 43,2 року. На 100 осіб жіночої статі у місті припадало 100,0 чоловіків;  на 100 жінок у віці від 18 років та старших — 98,2 чоловіків також старших 18 років.
Середній дохід на одне домашнє господарство  становив 115 147 доларів США (медіана — 89 788), а середній дохід на одну сім'ю — 134 641 долар (медіана — 105 963). Медіана доходів становила 79 399 доларів для чоловіків та 55 000 доларів для жінок. За межею бідності перебувало 4,6 % осіб, у тому числі 5,1 % дітей у віці до 18 років та 5,2 % осіб у віці 65 років та старших.
Цивільне працевлаштоване населення становило 15 337 осіб. Основні галузі зайнятості: освіта, охорона здоров'я та соціальна допомога — 22,3 %, роздрібна торгівля — 14,9 %, науковці, спеціалісти, менеджери — 9,8 %, виробництво — 9,4 %.